# Max Otte

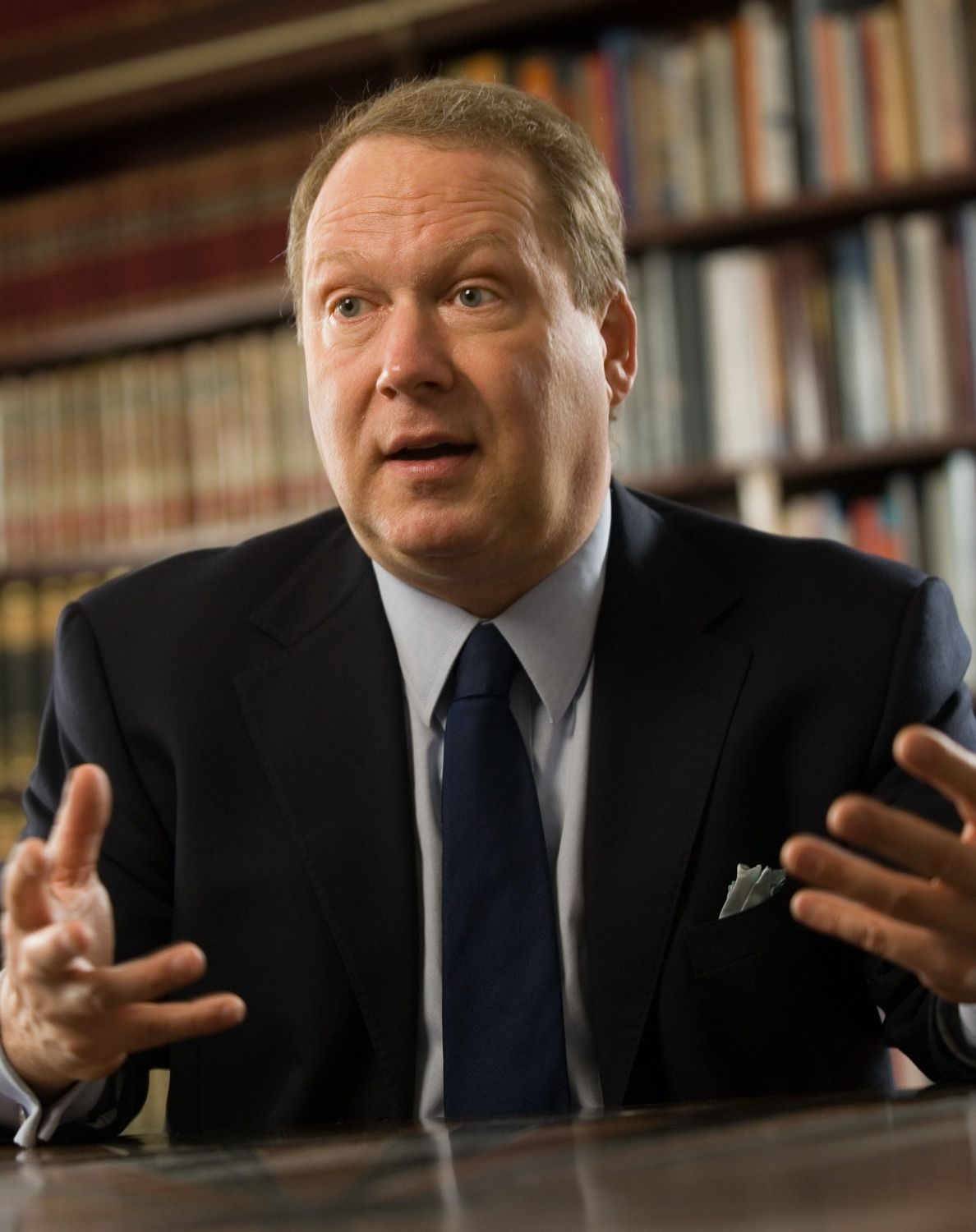
Max Otte (2022)

Max Otte (* 7. Oktober 1964 als Matthias Otte in Plettenberg) ist ein deutsch-US-amerikanischer Ökonom, Publizist und Politiker (parteilos, zuvor CDU). Er ist als Fondsmanager tätig und veröffentlichte wirtschafts- und finanzpolitische Sachbücher.
Otte war Bundesvorsitzender des Vereins „Werteunion“. Einer breiten Öffentlichkeit wurde er durch Publikationen und Voraussagen zur Finanzkrise sowie anschließende Medienpräsenz bekannt, zudem durch die Teilnahme an der Wahl des deutschen Bundespräsidenten 2022 als Kandidat der AfD.

## Leben
Matthias Otte wurde als Sohn von Lore Otte, geborene Hauter, und des Berufsschullehrers und Kommunalpolitikers Max Otte (1928–1983) geboren. Nach dem Tod seines Vaters nahm er dessen Vornamen Max an.

### Studium
Im Jahr 1983 machte Otte sein Abitur in Plettenberg. Von 1983 bis 1989 studierte er Wirtschaftswissenschaften mit dem Schwerpunkt Volkswirtschaftslehre an der Universität zu Köln. Dieses Studium schloss er 1989 als Diplom-Volkswirt ab. Innerhalb des Studiums absolvierte er ein Auslandsjahr von 1986 bis 1987 als Stipendiat der Konrad-Adenauer-Stiftung an der American University in Washington, D.C. Seinen zweiten Abschluss an der Princeton University in New Jersey (USA) als Master of Arts machte er 1991 in Public Affairs. In Princeton wurde er 1997 bei Aaron Friedberg mit der Arbeit A Rising Middle Power? – German Foreign Policy in Transformation promoviert.

### Beruf
Otte war von 1989 bis 1994 als Berater für internationale Organisationen und den öffentlichen Sektor bei Kienbaum und Partner tätig und 1995 Mitarbeiter beim Gütersloher Centrum für Hochschulentwicklung (CHE). Von 1997 bis 1998 war er bei Arthur D. Little beschäftigt.
Er beriet verschiedene Unternehmen und Organisationen, darunter die Münchener Rück, das Bundeswirtschaftsministerium und die Vereinten Nationen. Von 1998 bis 2000 war Otte Assistant Professor für internationale Wirtschaft und internationales Management am Department of International Relations der Boston University. Darüber hinaus war er von 2001 bis 2005 am Aufbau des Executive MBA-Program Business Integration an der Julius-Maximilians-Universität Würzburg beteiligt.
2001 wurde er verbeamteter Professor für allgemeine und internationale Betriebswirtschaftslehre an der Hochschule Worms (C3-Stelle), wo er Marketing, International Business Studies sowie Finanzierung und Investition in den Fachbereichen Internationale Betriebswirtschaft und Außenwirtschaft sowie Tourismus unterrichtete.
Von 2011 bis 2016 war er als Professor für quantitative und qualitative Unternehmensanalyse und -diagnose an der Karl-Franzens-Universität Graz tätig. Vom Wintersemester 2011/2012 bis zum Wintersemester 2016/2017 hatte er außerdem regelmäßig Lehraufträge an der Staatswissenschaftlichen Fakultät der Universität Erfurt im Studienbereich Wirtschaftswissenschaften inne. 2018 schied er auf eigenen Wunsch aus dem Beamtenverhältnis aus.
Otte ist seit 2005 als Fondsmanager tätig.

### Politik
Otte war von 1991 bis 2022 Mitglied der CDU. Im Frühjahr 2017 wurde er Mitglied des Vereins Werteunion, die ihn am 29. Mai 2021 in Fulda als Nachfolger von Alexander Mitsch zu ihrem neuen Bundesvorsitzenden wählte. Ende Januar 2022 erklärte Otte, seinen Posten bei der Werteunion ruhen zu lassen und auch „alle anderen parteipolitischen Aktivitäten“ auszusetzen.
Im Januar 2022 wurde Otte von Mitgliedern der Bundesversammlung der AfD zur Wahl des deutschen Bundespräsidenten benannt. Mit 140 Stimmen bekam er die zweitmeisten Stimmen bei der Wahl (Frank-Walter Steinmeier erhielt 1045). Otte erhielt somit zwar weniger Stimmen, als die AfD Wahlberechtigte an der Bundesversammlung anwesend hätte haben können, aber sieben Stimmen mehr, als tatsächlich AfD-Wahlberechtigte an der Versammlung teilnahmen.
Im Februar 2024 gab Otte seinen Austritt aus dem Verein Werteunion bekannt. Zuvor hatte er die fehlende Bündnisbereitschaft der Partei Werteunion mit der „größten freiheitlichen Partei in Deutschland, der AfD“ kritisiert.

### Autor
Otte ist Autor mehrerer Bücher. Er hat mehrere Bestseller verfasst, vor allem zu finanzpolitischen Themen.
Seine ersten Bücher erschienen 1989. Zunächst publizierte er ausschließlich für den universitären Bereich, wie zur Makroökonomik oder Allgemeinen Wirtschaftspolitik.
Sein erstes Buch außerhalb dieses Bereiches war das 1996 im Campus-Verlag erschienene Buch Amerika für Geschäftsleute: das Einmaleins der ungeschriebenen Regeln. 2006 veröffentlichte Otte das Buch Der Crash kommt. Die neue Weltwirtschaftskrise und wie Sie sich darauf vorbereiten. Darin sagte er einen Zusammenbruch der Aktienmärkte voraus. Im Verlauf der Finanzkrise ab 2007 und damit einhergehender TV-Präsenz, machte ihn dies einer breiten Öffentlichkeit bekannt. Es folgten Der Informationscrash und Stoppt das Euro-Desaster, in dem er sich kritisch mit der Eurokrise auseinandersetzte und forderte, Griechenland pleitegehen zu lassen.
In seinem letzten Buch Auf der Suche nach dem verlorenen Deutschland schreibt er über seine Kindheit, seine Familie und über Flucht und Vertreibung in der Familie seines Vaters.

### Privates
Otte ist verheiratet und Vater von drei Kindern. Seit 2005 hat er neben der deutschen auch die US-amerikanische Staatsbürgerschaft.

## Investmentfonds
2003 gründete er das Institut für Vermögensentwicklung (IFVE) als GmbH. Eine zwischenzeitlich in der Schweiz errichtete Aktiengesellschaft ist mittlerweile gelöscht.
Ende 2005 wurde Otte „für ein erstes Fondsprojekt der Banque SCS Alliance engagiert, den Pléiade Actions Privatinvestor“. Allerdings kam das Projekt nicht über die Startphase hinaus, so dass die Initiatoren die Bank verließen und Otte Anfang 2007 die Zusammenarbeit beendete. Im März 2008 wurde in Liechtenstein der Investmentfonds PI Global Value Fund aufgelegt, der nach der Strategie von Otte investiert. Dieser zweite Fonds erhielt im Jahr 2011 die Vertriebszulassung für Deutschland, Österreich und die Schweiz.
Im Juli 2013 folgte der Max Otte Vermögensbildungsfonds AMI, aufgelegt von Ampega Investment, ein Fonds ausschließlich für deutsche Anleger, da Otte laut Eigenangaben aufgrund seines Wohnsitzes in Köln und der verschärften Gesetzeslage seit der Finanzkrise den PI Global Value nicht mehr persönlich, sondern nur über seine Schweizer „Privatinvestor“-Verwaltungsgesellschaft beraten konnte. Ende 2016 initiierte Otte mit dem Max Otte Multiple Opportunities Fund einen alternativen Investmentfonds (AIF) für professionelle Investoren.
Die von Otte betreuten Fonds werden sehr unterschiedlich bewertet. Im Jahr 2016 wurden die von ihm beratenen Fonds durch das Analysehaus Morningstar als „abenteuerlich“ eingestuft. Die Frankfurter Allgemeine Zeitung kritisierte, Otte habe seine „Prominenz genutzt, um mit Aktienfonds Millionen einzusammeln“. Die Fonds schnitten im Vergleich zum Weltaktienindex MSCI World in den Jahren 2014–2016 deutlich schlechter ab. Laut Berechnungen von Morningstar gehöre vor allem der Fonds PI Global Value „zu den ganz großen Verlierern“.
In der Vergleichsgruppe hätten sich 98 Prozent der Fonds besser entwickelt. Laut einem Bericht von Spiegel Online halbierte sich das von Otte verwaltete Fondskapital in der Folge bis Oktober 2016 von 300 Millionen Euro auf gut 150 Millionen Euro.
In einem Interview mit der WirtschaftsWoche wandte sich Otte gegen die Kritik an seinen Fonds, gestand aber auch Fehler ein. Der im März 2008 aufgelegte Fonds PI Global Value habe den MSCI über die gesamte Laufzeit „geschlagen“ und „gehöre damit zu den zehn bis 15 Prozent der Besten“. Allerdings sei der Verkauf von Goldminenaktien im Jahr 2015 „schlichtweg falsch“ gewesen. Er habe in den Jahren 2015 und 2016 tatsächlich „glücklos agiert“. Auch laut einem Bericht von Börse Online ist der „Vorwurf einer kontinuierlichen Underperformance“ der von Otte initiierten Fonds nicht gerechtfertigt. Der Fonds PI Global Value habe in seiner Gesamtlaufzeit bis Ende 2016 den DAX, EURO STOXX 50 wie auch den MSCI World geschlagen.
Der Fonds habe in diesem Zeitraum eine Wertsteigerung von 87,43 Prozent verzeichnet, was einer jährlichen Rendite von 7,46 Prozent entsprach.
Im November 2017 wurde bekannt, dass Otte die Betreuung seiner Fonds aus der Schweiz nach Deutschland verlagert hatte. Dafür habe er eine entsprechende Zulassung der Bundesanstalt für Finanzdienstleistungsaufsicht (BaFin) erhalten.
2020 wurde diese auf eine Lizenz zur Portfolioverwaltung erweitert.

## Positionen

### Finanzwirtschaft

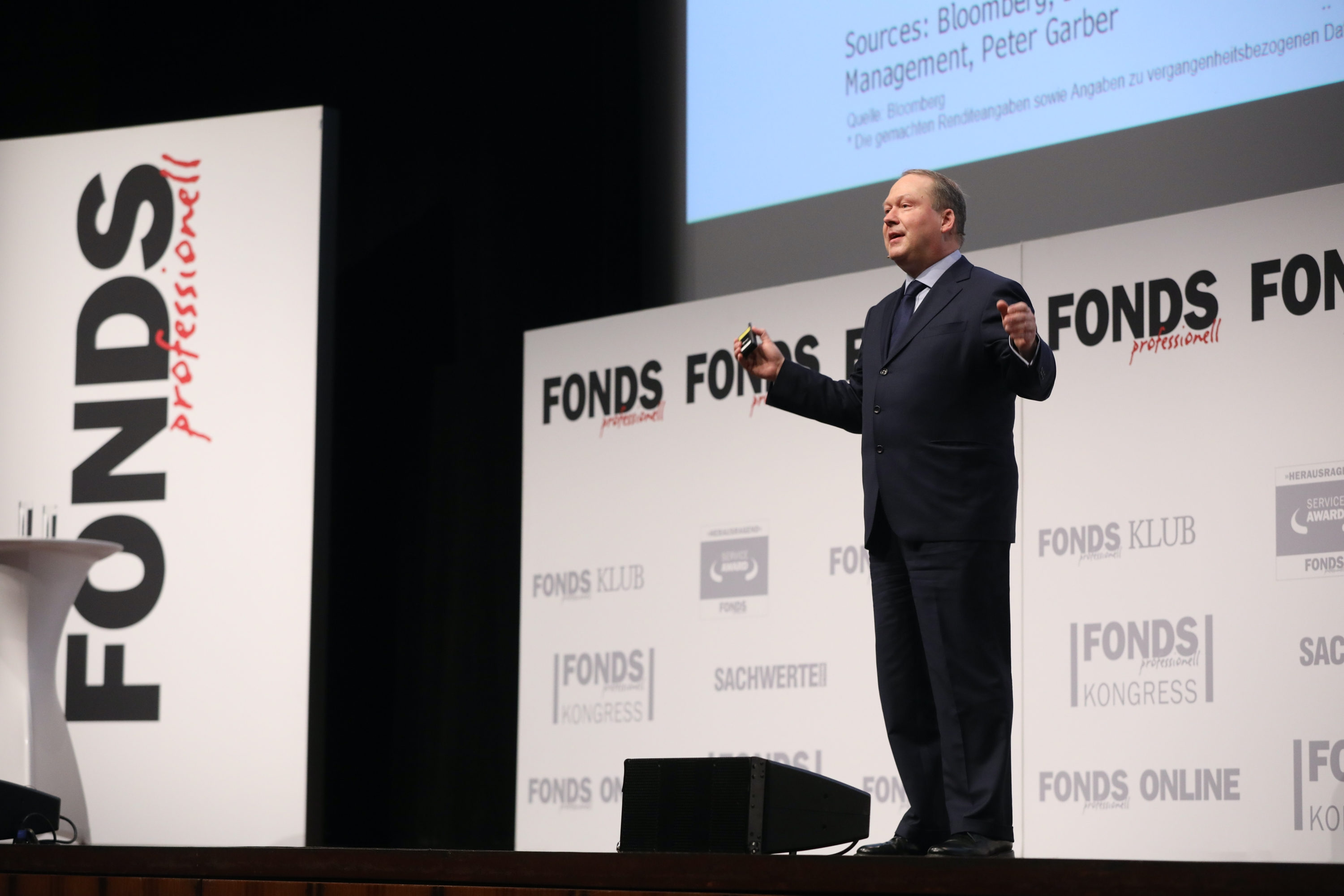
Max Otte auf einem Fondskongress (2019)

2009 sprach sich Otte für eine Verstaatlichung der Bank Hypo Real Estate aus. Er sieht Sparkassen, Volks- und Raiffeisenbanken sowie andere genossenschaftlich organisierte Banken als Stabilitätsfaktor und als Weg zur Mittelstandsförderung an.
In einer Anhörung im Finanzausschuss des Deutschen Bundestages vertrat Otte 2010 die Auffassung, dass eine Finanztransaktionssteuer über reduzierte Portfolioumschichtungen zu sinkenden Gebühren für Geldanleger führen werde.
Otte bezeichnete den internationalen Finanzmarkt als Bedrohung für die Demokratie und zitierte in diesem Zusammenhang Simon Johnson, den früheren Chefvolkswirt des IWF „Die Finanzbranche hat die Politik gekapert.“
In der Geldpolitik der Notenbanken sieht Otte Planwirtschaft und zog Vergleiche zur Endphase der DDR.

### Europäische Union
Im April 2010 forderte Otte einen Austritt der am stärksten verschuldeten Staaten Europas aus der Eurozone. Im Jahre 2010 unterstützte er die Forderung, dass die Bundesregierung ungedeckte Leerverkäufe verbieten soll. Otte setzt sich für eine massive Regulierung der Finanzmärkte ein und fordert Regeln für die Eigenkapitalausstattung von Banken als Basis ihrer Haftung in einer Marktwirtschaft.
Bei der Europäischen Union bemängelte er ein Legitimationsdefizit.

### Kapitalismuskritik
Bei einer Veranstaltung der globalisierungskritischen Nichtregierungsorganisation Attac kritisierte Otte im August 2017, die Politik habe vor der Kapitallobby kapituliert. Er beschrieb die herrschende Wirtschaftsordnung als „Beutekapitalismus“ zum Vorteil von Superreichen und forderte, Finanzeinkommen wie Arbeitseinkommen zu besteuern. Die herrschende Meinung vieler Wirtschaftswissenschaftler bezeichnete er als „Religion des Hyperkapitalismus“, die sich nur am Eigennutz orientiere.
In diesem Zusammenhang ist Ottes wohlwollende Meinung zu Oswald Spengler erwähnenswert. Er ist zusammen mit David Engels Mitbegründer der Oswald-Spengler-Gesellschaft.

### „Gemeinsame Erklärung 2018“
Im März 2018 gehörte Otte zu den Erstunterzeichnern der „Gemeinsamen Erklärung 2018“, eines Aufrufs deutscher Autoren, Publizisten, Künstler, Wissenschaftler und Politiker, der sich gegen eine „Beschädigung Deutschlands“ durch eine stattfindende „illegale Masseneinwanderung“ im Zusammenhang mit der Flüchtlingskrise in Deutschland ab 2015 richtet.

## Kritik und Kontroversen

### Wirtschaftsprognosen
In seinem Buch Der Crash kommt. Die neue Weltwirtschaftskrise und wie Sie sich darauf vorbereiten sagte Otte 2006 voraus, die nächste Weltwirtschaftskrise stehe unmittelbar bevor: die Inflation werde auf zweistellige Raten steigen, US-Dollar würden „nur noch mittels staatlicher Genehmigung oder Zuteilung erhältlich sein“, Mieten würden für ganz normale Wohnungen auf 20 bis 30 Euro pro Quadratmeter steigen und „immer weniger Menschen in Europa“ würden eine Arbeitsstelle haben. Nichts davon traf in den folgenden Jahren ein.
Marcel Fratzscher, Professor für Makroökonomie an der Humboldt-Universität zu Berlin, nennt Otte einen geschäftstüchtigen „Crash-Propheten“, der zwar Probleme richtig beschreibe, aber daraus die falschen Schlüsse ziehe. Fratzscher schreibt dazu: „Schlechte Nachrichten und Panikmache verkaufen sich gut.“
Otte wird auch von mehreren Wirtschaftsjournalisten als „Crash-Prophet“ bezeichnet. Werner Grundlehner von der Neuen Zürcher Zeitung beschreibt fünf typische Merkmale für solche Crash-Propheten: „Ihre Argumente sind simpel und auf den ersten Blick logisch; ihre Prophezeiungen sind Teil ihres Geschäftsmodells; in Fachkreisen nimmt sie keiner ernst; sie sind Medienstars; ihre Lösungen sind scheinbar einfach.“ Grundlehner verglich dies mit einer Strategie beim Roulette: „Ich setzte jedes Mal auf die grüne Null und verliere meistens. Wenn dann aber die Kugel auf der Null liegen bleibt, veranstalte ich einen Riesenhallo und erzähle allen von der Verfünfundreissigfachung des Einsatzes. Zahlreiche Besucher im Kasino werden mich als erfolgreichen Spieler in Erinnerung behalten.“ Laut Harald Freiberger von der Süddeutschen Zeitung ist der Ton solcher Crash-Propheten „illiberal“, es gebe zudem „eine Nähe zum Rechtspopulismus und zu Verschwörungstheorien, manchmal auch zum Nationalismus“.
Am 31. Mai 2020 sprach Otte in Stuttgart auf einer Querdenken-Kundgebung und bewarb sein Buch Weltsystemcrash. Er verkündete: „Corona und Bargeldabschaffung sind zwei Seiten einer Medaille. Das sind Geschäftsmodelle. […] Da stehen finanzstarke Lobbys dahinter. Da stehen auch leider viele Politiker dahinter.“ 2021 hielt Otte einen Vortrag vor der Thüringer AfD-Landtagsfraktion, laut dem Parlamentarischen Geschäftsführer der Thüringer AfD über die „makroökonomischen Folgen der Corona-Politik für die deutsche Wirtschaft“. In seinem Buch zitiert Otte auch George Friedman mit der Aussage, es sei „seit 100 Jahren amerikanische Strategie, die Kombination von deutscher Technologie und russischen Rohstoffen zu verhindern“. Laut Michael Blume versucht Otte, mit „einer Mischung aus nationalistischen, rassistischen und antisemitischen Andeutungen […] seine Leserschaft von seinem kruden Verschwörungsglauben zu überzeugen“.

### Ausschreitungen in Chemnitz
Nachdem Otte die mediale Berichterstattung über die Ausschreitungen in Chemnitz als möglichen „Auftakt der offiziellen Verfolgung politisch Andersdenkender“ bezeichnet hatte, wurde er von Meron Mendel, dem Direktor der Bildungsstätte Anne Frank, kritisiert, da er die Berichte über Chemnitz mit Meldungen über den Reichstagsbrand verglichen hätte. Stefanie Schüler-Springorum, die das Zentrum für Antisemitismusforschung der Technischen Universität Berlin leitet, sah in Ottes Äußerung einen Versuch, Rechtsextreme mit Opfern des Nationalsozialismus gleichzusetzen.

### Mord an Walter Lübcke
Nachdem der Generalbundesanwalt beim Bundesgerichtshof am 17. Juni 2019 die Ermittlungen im Fall des am 2. Juni 2019 getöteten Walter Lübcke an sich gezogen hatte, da der Verdacht eines rechtsextremen Hintergrundes bestand, versandte Otte einen Tweet, in dem er den Tatverdächtigen als „minderbemittelten Einzeltäter“ bezeichnete. Ferner beklagte er sich über die seiner Meinung nach medial stattfindende „Hetze gegen die rechte Szene“ und stellte fest, dass „der Mainstream endlich eine neue NSU-Affäre habe“.
Einen Tag später distanzierte sich Otte von seinem Tweet und löschte ihn. Er entschuldigte sich und sprach der Familie des Getöteten sein „tief empfundenes Beileid“ aus.
Die Werteunion, der Otte von 2017 bis 2024 angehörte, forderte die CDU-Parteiführung auf, ein Parteiausschlussverfahren gegen Otte einzuleiten. Dessen Äußerungen hätten unter Mitgliedern der Werteunion „eine Welle des Entsetzens ausgelöst“, äußerte deren Vorsitzender Alexander Mitsch. Otte erklärte dazu, dass er Christdemokrat sei und bleibe. Er rechnete auch nicht mit einer juristischen Prüfung.
Für die Frankfurter Rundschau steht Otte „beispielhaft für die Haltung Rechter, selbst bei eindeutiger Faktenlage aus den Hetzenden Opfer zu konstruieren“. Der ehemalige CDU-Generalsekretär Peter Tauber machte unter anderem Otte für den Mord indirekt verantwortlich und verwies dabei auf die Möglichkeit, gegen die betreffenden Personen Artikel 18 des Grundgesetzes zu nutzen, der die Verwirkung von Grundrechten regelt. Die CDU-Vorsitzende Annegret Kramp-Karrenbauer wollte den Begriff der Mitschuld im Kontext dieser Angelegenheit dagegen nicht verwenden.
In einem Interview am 2. Juni 2021 mit dem Deutschlandfunk wiederholte Otte seine Aussage, dass der Täter „minderbemittelt zu sein scheint“. Auf Anmerkung des Interviewpartners, dass der Täter zu lebenslanger Haft wegen erwiesenen Mordes aus rechtsextremen Motiven verurteilt wurde, erwiderte Otte: „Ja, natürlich! Das ist auch schrecklich. Das habe ich auch nie in irgendeiner Form bestritten.“ Otte schloss das Interview mit dem Hinweis, dass in seinem Tweet „keine, in irgendeiner Form rechte Thesen drin gewesen seien“. Der Tweet sei „unglücklich und falsch“ gewesen, „ich habe mich entschuldigt und damit dürfte das Thema ja mal irgendwann durch sein“.

### Verhältnis zur AfD und Ausschluss aus der CDU
Zwei Wochen vor der Bundestagswahl 2017 kündigte Otte an, dass er wegen der deutschen Flüchtlingspolitik und der Eurorettung diesmal AfD wählen werde. Im Anschluss befürchtete Otte, dass er nun „auf Schwarzen Listen“ stehe, sprach von „Meinungsterror“ und erklärte: „Aktuell bin ich in der Verbannung.“ Otte distanzierte sich dabei deutlich vom Höcke-Flügel der AfD und betonte, dass es am Parteiprogramm der CDU „nichts auszusetzen“ gebe. Im Februar 2020 sprach sich Otte dafür aus, die CDU solle „die Möglichkeit einer bürgerlichen Koalition mit der AfD auf allen Ebenen ausloten“.

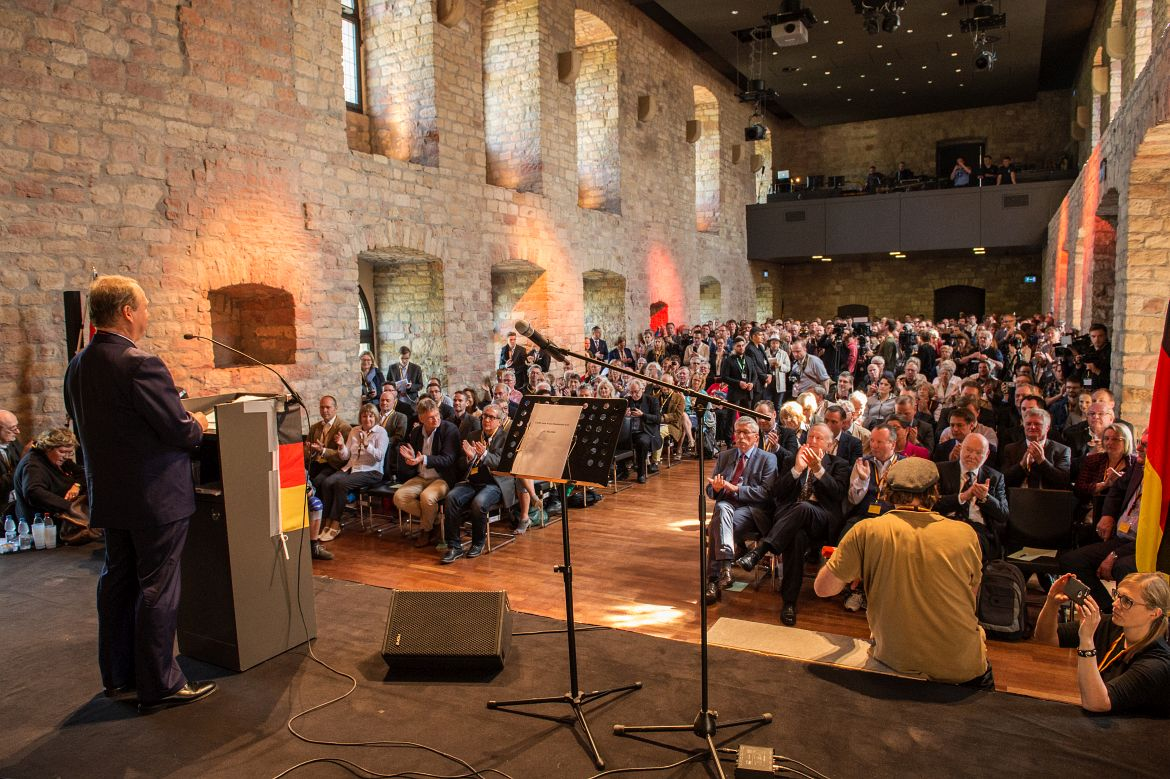
Max Otte auf dem „Neuen Hambacher Fest“ (2018)

Am 5. Mai 2018 war Otte Veranstalter des „Neuen Hambacher Fests“. An der Veranstaltung nahmen rund 1200 Besucher und diverse Redner aus dem rechtspopulistischen Lager, unter anderen Jörg Meuthen, Thilo Sarrazin und Vera Lengsfeld, teil, die an die Tradition des Hambacher Fests von 1832 anknüpfen wollten.
Bereits vor der Veranstaltung wies Melanie Amann im Spiegel auf eine Methode „im rechten Milieu“ hin, historische Daten und Orte für sich zu reklamieren und das eigene „Tun als logische Fortführung des Werks heroischer Vorbilder zu zeichnen“. Otte verneinte dem Magazin gegenüber, dass dies eine AfD-Veranstaltung sei. Allerdings sei die „AfD auch die einzige Partei, die das Grundproblem dieses Landes offen anspreche. Nämlich: ‚Wir erleben die Demontage all dessen, worauf wir stolz sein können‘.“ In den Jahren 2019 und 2020 wurde die Veranstaltung erneut abgehalten.
Im Frühjahr 2020 und 2021 spendete Otte der AfD insgesamt mindestens 30.000 €, um damit die aus seiner Sicht „bürgerlichen Kräfte“ zu unterstützen. Nachdem die AfD Otte im Januar 2022 zur Bundespräsidentenwahl 2022 nominiert hatte, nahm Otte die Nominierung an. Zugleich forderten CDU-Parteikollegen und der CDU-Generalsekretär Paul Ziemiak am 25. Januar 2022 Otte öffentlich zum Parteiaustritt auf. Der CDU-Bundesvorstand entzog ihm alle Mitgliederrechte, Ziemiak kündigte ein Parteiausschlussverfahren an. Anfang August 2022 wurde sein Ausschluss durch das CDU-Kreisparteigericht Köln „wegen parteischädigenden Verhaltens“ rechtskräftig.

### Politische Werbung auf Twitter
Im Zusammenhang mit der Bundespräsidentenwahl wurde Otte die Schaltung von Promoted Ads auf seinem Twitterkanal nachgewiesen. Er verstieß damit gegen die Werberichtlinien der Plattform, die politische Werbung 2020 untersagte.

### Position zur Invasion Russlands in die Ukraine
Am 1. März 2022 veröffentlichte Otte einen Tweet zu Verhandlungen nach der Invasion Russlands in die Ukraine. Dieser rief dazu auf, Russland Zugeständnisse hinsichtlich der geforderten Neutralität und Entmilitarisierung zu machen. Sascha Lobo kritisierte diese Aussage: Diese Forderung würde bedeuten, „einem soeben überfallenen Opfer […] das Recht zur Selbstverteidigung [zu entziehen] und in der Folge auch das zur Selbstbestimmung.“
Seine Trennung von der CDU begründete Otte mit dem „maßgeblich von der Union betriebenen Antrag zur Lieferung schwerer Waffen an die Ukraine“. Dieser Antrag sei „in martialischer Sprache verfasst“ und könne „von Russland als Kriegseintritt Deutschlands interpretiert werden“. Der Angriff sei zwar ein „völkerrechtswidriger Angriffskrieg“, dennoch dürfe Russland „diesen Krieg nicht gewinnen“, aber „auch nicht verlieren“, denn eine „Atommacht“ dürfe man „nicht demütigen“.

## Politische Einordnung
Thomas Assheuer beschrieb Otte als zwar parteipolitische Randfigur, die aber zwischen konservativem Bürgertum und der rechten AfD als ein wichtiger Stichwortgeber fungiere. Er sei ein „programmatisch denkender Intellektueller“, der Oswald Spengler bewundere und „den abgemagerten deutschen Konservatismus mit Kernmotiven der Weimarer Rechten anfüttern und ihn für neue Milieus öffnen“ möchte. Otte lasse „auf seinem Weg in den Rechtsradikalismus“ kaum eine Gelegenheit aus, „die ‚Auflösung und Dekadenz‘ der westlichen Kultur in AfD-Farben an die Wand zu malen“.
Markus Linden verortet Otte in einer Szene, die sich „rechtsintellektuell“ begreife und international vernetzt sei. Er gehöre wie Thilo Sarrazin, Henryk M. Broder, Vera Lengsfeld oder Uwe Tellkamp zu den Personen, die zwischen konservativen, rechtspopulistischen und rechtsradikalen Milieus eine Scharnierfunktion einnähmen.

## Mitgliedschaften
2006 war Otte Gründungsmitglied des Zentrums für Value-Investing sowie dessen Direktor und Aufsichtsrat. Außerdem ist er Mitglied der Atlantik-Brücke, der Deutschen Vereinigung für Finanzanalyse e. V. sowie des German-American Business Clubs. Seit 2012 gehört er dem Verein Deutsche Sprache an. Von Juni 2018 bis Januar 2021 war er Vorsitzender des Kuratoriums der AfD-nahen Desiderius-Erasmus-Stiftung.

## Ehrungen
Für den Essay Toward an Open World Order aus dem Jahr 1988 erhielt Otte den Preis der Mont Pelerin Society.

## Veröffentlichungen (Auswahl)

### Monographien
- Amerika für Geschäftsleute. Das Einmaleins der ungeschriebenen Regeln. Campus-Verlag, Frankfurt am Main 1996, ISBN 3-593-35592-2.
- Der Crash kommt. Die neue Weltwirtschaftskrise und wie Sie sich darauf vorbereiten. Econ Verlag, Berlin 2006, ISBN 3-430-20001-6.
- Der Informationscrash. Wie wir systematisch für dumm verkauft werden. Econ Verlag, Berlin 2009, ISBN 978-3-430-20078-3.
- Stoppt das Euro-Desaster. Ullstein Verlag, Berlin 2011, ISBN 978-3-550-08896-4.
- Endlich mit Aktien Geld verdienen. Die Strategien und Techniken, die Erfolg versprechen. FinanzBuch Verlag, München 2012, ISBN 978-3-89879-631-6.
- Rettet unser Bargeld! Ullstein Verlag, Berlin 2016, ISBN 978-3-550-08158-3.
- Investieren statt sparen. Anlegen in Zeiten von Niedrigzinsen, Bargeldverbot und Brexit. Econ Verlag, Berlin 2016, ISBN 978-3-430-20225-1.
- Die Finanzmärkte und die ökonomische Selbstbehauptung Europas. Gedanken zu Finanzkrisen, Marktwirtschaft und Unternehmertum. Springer Gabler, Wiesbaden 2019, ISBN 978-3-658-23178-1.
- Weltsystemcrash. Krisen, Unruhen und die Geburt einer neuen Weltordnung. FinanzBuch Verlag, München 2019, ISBN 978-3-95972-282-7.
- Die Krise hält sich nicht an Regeln. 99 Antworten auf die wichtigsten Fragen nach dem Corona-Crash. FinanzBuch Verlag, München 2021, ISBN 978-3-95972-460-9.
- Auf der Suche nach dem verlorenen Deutschland. Notizen aus einer anderen Zeit. FinanzBuch Verlag, München 2021, ISBN 978-3-95972-403-6.[123]

### Herausgeberschaft
- Gier und Wahnsinn. Warum der Crash immer wieder kommt … FinanzBuch Verlag, München 2010, ISBN 978-3-89879-560-9.
- Das Ende des Geldes. Hyperinflation und ihre Folgen am Beispiel der Weimarer Republik. FinanzBuch Verlag, München 2011, ISBN 978-3-89879-627-9.
- Das Geld der Anderen. Wie die Banker uns ausnehmen. FinanzBuch Verlag, München 2012, ISBN 978-3-89879-679-8.
- Der große Crash 1929. Ursachen, Verlauf, Folgen. FinanzBuch Verlag, München 2017, ISBN 978-3-95972-076-2.
- Nachdenken für Deutschland. Wie wir die Zukunft unseres Landes sichern können. In: mit Erika Steinbach (Hrsg.): Schriftenreihe der Desiderius Erasmus-Stiftung. Manuscriptum Verlagsbuchhandlung, Lüdinghausen/Berlin 2018, ISBN 978-3-944872-89-6.
- mit David Engels und Michael Thöndl (Hrsg.): Der lange Schatten Oswald Spenglers: Hundert Jahre Untergang des Abendlandes. Manuscriptum Verlagsbuchhandlung, Lüdinghausen/Berlin 2018, ISBN 978-3-944872-71-1.
- mit Michel Houellebecq, David Engels und Gerd Morgenthaler (Hrsg.): Michel Houellebecq, Oswald Spengler und der „Untergang des Abendlandes“. Reden anlässlich der Verleihung des Oswald-Spengler-Preises an Michael Houellebecq in Brüssel am 19. Oktober 2018. Edition Sonderwege, Manuscriptum Verlagsbuchhandlung, Lüdinghausen/Berlin 2019, ISBN 978-3-944872-91-9.
- mit David Engels und Gerd Morgenthaler (Hrsg.): Oswald Spengler in an Age of Globalisation. Oswald Spengler in einem Zeitalter der Globalisierung. Edition Sonderwege, Manuscriptum Verlagsbuchhandlung, Lüdinghausen/Neuruppin 2021, ISBN 978-3-948075-56-9.

### Sonstiges
- Der Privatinvestor. Institut für Vermögensentwicklung (IFVE), Köln 2003 (wöchentlicher Börsenbrief).
- Deutscher Bundestag (Hrsg.): Neustart für die Wirtschaft in Deutschland und Europa. Stellungnahme von Max Otte. 27. Mai 2020 (bundestag.de [PDF; abgerufen am 2. November 2020] öffentliche Anhörung).